# Colibrí amazília carpó de coure
El colibrí amazília carpó de coure (Amazilia tobaci) és una espècie d'ocell de la família dels troquílids (Trochilidae) que habita la selva humida, vegetació secundària, matolls, sabanes i ciutats de les terres baixes de Veneçuela, Trinitat i Tobago.